# 합천군의 국회의원

## 합천군의 역대 국회의원 일람
| 대수         | 이름           | 소속정당   | 임기                             | 선거구역                                                                  | 개표결과 |
| ------------ | -------------- | ---------- | -------------------------------- | ------------------------------------------------------------------------- | -------- |
| 제1대        | 이원홍(李源弘) | 독촉국민회 | 1948년 5월 31일~1950년 5월 30일  | 합천군 갑: 합천면 봉산면 묘산면 가야면 야로면 율곡면 초계면 쌍책면        | 보기     |
| 제1대        | 김효석(金孝錫) | 독촉국민회 | 1948년 5월 31일~1949년 1월 5일   | 합천군 을: 덕곡면 청덕면 적중면 대양면 쌍백면 삼가면 가회면 대병면 용주면 | 보기     |
| 제1대        | 최창섭(崔昌燮) | 무소속     | 1949년 3월 31일~1950년 5월 30일  | 합천군 을: 덕곡면 청덕면 적중면 대양면 쌍백면 삼가면 가회면 대병면 용주면 | 보기     |
| 제2대        | 노기용(盧企容) | 무소속     | 1950년 5월 31일~1954년 5월 30일  | 합천군 갑: 합천면 봉산면 묘산면 가야면 야로면 율곡면 초계면               |          |
| 제2대        | 김명수(金命洙) | 민주국민당 | 1950년 5월 31일~1954년 5월 30일  | 합천군 을: 덕곡면 청덕면 적중면 대양면 쌍백면 삼가면 가회면 대병면 용주면 |          |
| 제3대        | 유봉순(兪鳳淳) | 무소속     | 1954년 5월 31일~1958년 5월 30일  | 합천군 갑: 합천면 봉산면 묘산면 가야면 야로면 율곡면 초계면               |          |
| 제3대        | 최창섭(崔昌燮) | 자유당     | 1954년 5월 31일~1958년 5월 30일  | 합천군 을: 덕곡면 청덕면 적중면 대양면 쌍백면 삼가면 가회면 대병면 용주면 |          |
| 제4대        | 유봉순(兪鳳淳) | 자유당     | 1958년 5월 31일~1960년 7월 28일  | 합천군 갑: 합천면 봉산면 묘산면 가야면 야로면 율곡면 초계면 쌍책면        |          |
| 제4대        | 최창섭(崔昌燮) | 자유당     | 1958년 5월 31일~1960년 7월 28일  | 합천군 을: 덕곡면 청덕면 적중면 대양면 쌍백면 삼가면 가회면 대병면 용주면 |          |
| 제5대 민의원 | 이상신(李尙信) | 무소속     | 1960년 7월 29일~1961년 5월 16일  | 합천군 갑: 합천면 봉산면 묘산면 가야면 야로면 율곡면 초계면 쌍책면        |          |
| 제5대 민의원 | 정길영(鄭吉永) | 민주당     | 1960년 7월 29일~1961년 5월 16일  | 합천군 을: 덕곡면 청덕면 적중면 대양면 쌍백면 삼가면 가회면 대병면 용주면 |          |
| 제6대        | 변종봉(卞鍾棒) | 민주공화당 | 1963년 12월 17일~1967년 6월 30일 | 산청군·합천군 일원                                                        |          |
| 제7대        | 김삼상(金三祥) | 민주공화당 | 1967년 7월 1일~1971년 6월 30일   | 산청군·합천군 일원                                                        |          |
| 제8대        | 이상신(李尙信) | 신민당     | 1971년 7월 1일~1972년 10월 17일  | 합천군 일원                                                               |          |
| 제9대        | 이상철(李相澈) | 민주공화당 | 1973년 3월 12일~1979년 3월 11일  | 의령군·함안군·합천군 일원(제5선거구)                                      |          |
| 제9대        | 이상신(李尙信) | 신민당     | 1973년 3월 12일~1979년 3월 11일  | 의령군·함안군·합천군 일원(제5선거구)                                      |          |
| 제10대       | 김상석(金相碩) | 민주공화당 | 1979년 3월 12일~1980년 10월 27일 | 의령군·함안군·합천군 일원                                                 |          |
| 제10대       | 이상신(李尙信) | 신민당     | 1979년 3월 12일~1980년 10월 27일 | 의령군·함안군·합천군 일원                                                 |          |
| 제11대       | 류상호(柳尙昊) | 민주정의당 | 1981년 4월 11일~1985년 5월 29일  | 의령군·함안군·합천군 일원                                                 |          |
| 제11대       | 조일제(趙一濟) | 한국국민당 | 1981년 4월 11일~1985년 5월 29일  | 의령군·함안군·합천군 일원                                                 |          |
| 제12대       | 류상호(柳尙昊) | 민주정의당 | 1985년 4월 11일~1988년 5월 29일  | 의령군·함안군·합천군 일원                                                 |          |
| 제12대       | 조홍래(趙洪來) | 신한민주당 | 1985년 4월 11일~1988년 5월 29일  | 의령군·함안군·합천군 일원                                                 |          |
| 제13대       | 권해옥(權海玉) | 민주정의당 | 1988년 5월 30일~1992년 5월 29일  | 합천군 일원                                                               |          |
| 제14대       | 권해옥(權海玉) | 민주자유당 | 1992년 5월 30일~1996년 5월 29일  | 합천군 일원                                                               |          |
| 제15대       | 이강두(李康斗) | 신한국당   | 1996년 5월 30일~2000년 5월 29일  | 거창군·합천군 일원                                                        |          |
| 제16대       | 김용균(金容鈞) | 한나라당   | 2000년 5월 30일~2004년 5월 29일  | 산청군·합천군 일원                                                        |          |
| 제17대       | 김영덕(金榮德) | 한나라당   | 2004년 5월 30일~2008년 5월 29일  | 의령군·함안군·합천군 일원                                                 |          |
| 제18대       | 조진래(趙辰來) | 한나라당   | 2008년 5월 30일~2012년 5월 29일  | 의령군·함안군·합천군 일원                                                 |          |
| 제19대       | 조현룡(趙顯龍) | 새누리당   | 당선 무효                        | 의령군·함안군·합천군 일원                                                 |          |
| 제20대       | 강석진(姜錫振) | 새누리당   | 2016년 5월 30일~2020년 5월 29일  | 산청군·함양군·거창군·합천군 일원                                          |          |
| 제21대       | 김태호(金台鎬) | 무소속     | 2020년 5월 30일~2024년 5월 29일  | 산청군·함양군·거창군·합천군 일원                                          |          |
| 제22대       | 신성범(愼聖範) | 국민의힘   | 2024년 5월 30일~                 | 산청군·함양군·거창군·합천군 일원                                          |          |

## 같이 보기
- 산청군의 국회의원
- 의령군의 국회의원
- 함안군의 국회의원
- 거창군의 국회의원
- 함양군의 국회의원
- 의령군·함안군·합천군
- 산청군·함양군·거창군·합천군